# Пропавшая Меган
«Пропавшая Меган» (англ. Megan Is Missing) — американская хоррор-драма Майкла Гои, вышедшая в 2011 году. Фильм представлен в виде «найденных видеосъёмок» двух девочек-подростков, которые ищут друзей в интернете, но вместо этого сами пропадают без вести.

## Сюжет
Меган Стюарт 14, а Эми Херман почти 14, хотя они и абсолютные противоположности друг другу, они являются лучшими подругами. Меган одна из самых популярных девочек в школе, так как она ведёт развязный образ жизни (жёсткие вечеринки, наркотики, алкоголь и беспорядочный секс). Эми непопулярная и скромная, цепляется за отношения с Меган, как за спасательный круг для общественного признания. Вместе эти девочки наладили сильную дружбу, основанную на их взаимных потребностях и регулярном общении по веб-чат камере или камере мобильного телефона. Меган стремится найти друзей, которые отличаются от её обычной компании. Она знакомится в онлайн-чате с 17-летним парнем по имени Джош. Между ними быстро налаживается связь, Меган чувствует себя заинтригованной и её влечёт к Джошу. Однажды, Джош назначает Меган встречу за закусочной, и больше её никто никогда не видел. Полиция расследует её исчезновение, но вскоре начинают сдавать обороты после того как не находят практически никаких улик и начинают предполагать, что она просто сбежала.
Тем не менее, Эми считает иначе и ведёт переговоры в онлайн-чате с Джошем, чтобы выяснить знает ли он что-нибудь о судьбе Меган. Общение с ним вселяют в неё подозрения. Увидев в телепередаче кадры похищения Меган с камеры безопасности, Эми рассказывает полиции о Джоше и его возможной причастности к исчезновению Меган, что приводит к повторному расследованию. Джош запугивает Эми, говоря, что он смотрит на неё и советует ей закрыть рот. Вскоре Эми навещает своё любимое место и начинает записывать видео-дневник. Прямо перед тем как видео обрывается, кто-то пытается схватить её. Полиция начала расследование исчезновение Эми и нашла её видеокамеру в мусорном баке возле её любимого места.
Последними двадцатью минутами фильма являются «неотредактированные кадры» с видеокамеры. Джош держит камеру и открывает большую дверь в подвал, где он держит Эми, которая прикована к стене и одета только в нижнее бельё. Он заставляет её съесть еду из собачьей миски, перед тем как изнасиловать её. Он возвращается позже, извиняется и говорит, что отпустит её. Затем он показывает ей бочку и говорит, чтобы она залезла в неё, для того чтобы она не могла узнать, где он живёт, когда они будут уезжать. Когда Джош открывает бочку, Эми видит в ней труп Меган. Джош хватает Эми и заставляет её залезть в бочку вместе с телом Меган и закрывает её. Он загружает бочку в машину, затем едет в лес, где роет большую яму, в то время как Эми кричит и просит отпустить её. Джош толкает бочку в яму, закапывает её и уходит, оставив Эми умирать.
Фильм заканчивается видео, в котором Меган и Эми лежат на кровати, мечтая о том, как однажды они встретят идеального парня, и обсуждают свои планы на счастливое будущее.

## В ролях
- Эмбер Перкинс — Эми Херман
- Рэйчел Куинн — Меган Стюарт
- Дин Уэйт — Джош
- Джаэль Элизабет Штайнмейер — Лекси
- Кара Ванг — Кэти
- Бриттани Хингл — Челси
- Каролина Сабате — Энджи
- Триджве Хаген — Гидеон
- Руди Галван —Бэн
- Эйприл Стюарт — Джойс Стюарт
- Джон Фрэйзер — Bill Herman
- Тэмми Кляйн — Луиза Херман
- Лорен Лия Митчелл — Кэлли Дэниелс
- Джон Симонелли — детектив Симонелли

## Отзывы
Фильм получил в основном негативные отзывы критиков. Так «Oklahoma Gazette» назвала фильм «раздражающим» и «скучным». «Beyond Hollywood» отозвался о картине как о «главном разочаровании», а критик «DVD Verdict» написал, что «мечтает, чтобы этот диск пропал из коробки». «HorrorNews.net» дал более положительный отзыв, говоря, что первая часть фильма «действительно работает», а вот окончательные 22 минуты «пошли немного за борт».